# Teucrium haradjanii
Teucrium haradjanii là một loài thực vật có hoa trong họ Hoa môi. Loài này được Briq. ex Rech.f. miêu tả khoa học đầu tiên năm 1949.